# Dušan Kovačević
Dušan Kovačević (ur. 12 lipca 1948 w Mrđenovacu) – jugosłowiański i serbski scenarzysta i reżyser.

## Życiorys
Ukończył w 1973 r. Wydział Dramatyczny Akademii Teatralnej w Belgradzie.
Jest autorem szeregu znanych dramatów, a także scenariuszy do najlepszych filmów jugosłowiańskich i serbskich takich jak np. Underground. Wyreżyserował film pt. Profesionalac nominowany do Oscara w 2005 roku.
Obecnie jest dyrektorem teatru w Belgradzie.

## Wybrana filmografia

### Scenariusz
- 1975: Povratak lopova
- 1976: Zvezdana prašina
- 1977: Bestije
- 1978: Čardak ni na nebu ni na zemlji
- 1980: Kuracja specjalna (Poseban tretman)
- 1980: Kto tam śpiewa (Ko to tamo peva)
- 1982: Rodzinny interes (Maratonci trče počasni krug)
- 1984: Bałkański szpieg (Balkanski špijun)
- 1989: Miejsce spotkania (Sabirni centar)
- 1994: Urnebesna tragedija
- 1995: Underground
- 1995: Bila jednom jedna zemlja
- 2003: Profesionalac
- 2009: Święty Jerzy zabija smoka (Sveti Georgije ubiva azdahu)

### Reżyseria
- 1984: Bałkański szpieg (Balkanski špijun)
- 2003: Profesionalac